# AaRON
Pour les articles homonymes, voir Aaron.
AaRON (Artificial Animals Riding On Neverland) est un groupe de rock alternatif français. Il est formé en 2004 par Simon Buret et Olivier Coursier.
Le groupe est révélé en 2006 avec leur tube U-Turn (Lili), qui est notamment utilisé dans la bande originale du film Je vais bien, ne t'en fais pas, sorti la même année.

## Biographie

### Débuts (2004—2012)
L’histoire d’AaRON commence en 2004 quand Simon Buret rencontre Olivier Coursier sur recommandation. Ayant apporté quelques textes en anglais, il repart avec un premier titre, Endless Song. Les deux mois qui suivent, le travail en duo fait naître huit chansons. Mais les parcours professionnels séparent le duo.
Simon, à l’origine comédien, part sur des tournages tandis qu’Olivier part en tournée avec Mass Hysteria, dont il est le guitariste jusqu’en 2007. Malgré ces contretemps, ils parviennent à créer une vingtaine de chansons dans le home studio parisien d'Olivier. Cet effort est récompensé  en 2005 avec la chanson Little Love qui est retenue pour la bande originale du film Dans tes rêves.
Pendant les essais de Simon Buret pour le film de Philippe Lioret Je vais bien, ne t'en fais pas, le duo finalise U-Turn (Lili), qu'il fait parvenir au réalisateur. Simon Buret joue le rôle de l'ami du frère absent de Lili, lui faisant écouter le morceau U-Turn (Lili), enregistré par son frère. Au total, le film empruntera deux chansons au groupe pour la bande originale : U-Turn (Lili) et Mister K. À la suite du succès du film, la chanson U-Turn (Lili) devient no 1 sur iTunes pendant un mois et révèle le groupe au grand public[réf. nécessaire].
En janvier 2007, le duo sort son premier album, Artificial Animals Riding on Neverland, dont AaRON est l'acronyme. Le même mois, AaRON passe pour la première fois à la télévision, interprétant U-Turn (Lili) en direct sur France 3 dans l’émission Ce soir (ou jamais !). Le groupe entame ensuite une tournée qui débute en mars 2007 et se prolonge jusqu'à la fin de la tournée allemande en juillet 2009. Deux dates sont programmées à l'Olympia en novembre 2007. Le groupe a également donné un concert au Zénith de Paris le 4 avril 2009, avec un orchestre symphonique.
Le groupe est nommé deux fois aux Victoires de la musique et reçoit le prix du Best European Breaktrough Artist au Danemark. Il est également récompensé en 2008 d'un NRJ Movie Award pour sa chanson U-Turn (Lili). Le 13 septembre 2010, AaRON compose et écrit La Place du Vide pour la chanteuse Zazie, enregistré en duo avec elle sur son album Za7ie. Ce titre se classe numéro 31 dans l'Ultratop de Wallonie.
Le deuxième album, Birds in the Storm, sort le 4 octobre 2010. Porté par le single Rise, il se place d'entrée dans les meilleures ventes d'albums. Ce succès est le fruit de la même recette pimentée de nouveaux ingrédients : des arrangements plus riches et des textes oniriques portés par des sonorités électroniques et des mélodies délicates. La tournée du deuxième album se joue à guichets fermés en France (une centaine de dates, dont deux au Casino de Paris, deux au Trianon, une au Zénith) mais aussi en Allemagne, à Londres, New York et au Canada. Après avoir fait une création originale, entouré de chœurs et cuivres pour deux dates exceptionnelles à la salle Pleyel, AaRON organise une série de concerts intitulés Unplugged and Waves. Pour ces concerts, le duo décide de revisiter ses morceaux en changeant l’instrumentation, rendant son univers encore plus singulier. Les enregistrements de la tournée donnent naissance au troisième album du groupe, Waves from the Road, qui se place en tête des ventes d'albums live dès sa sortie,.

### Derniers albums (depuis 2013)

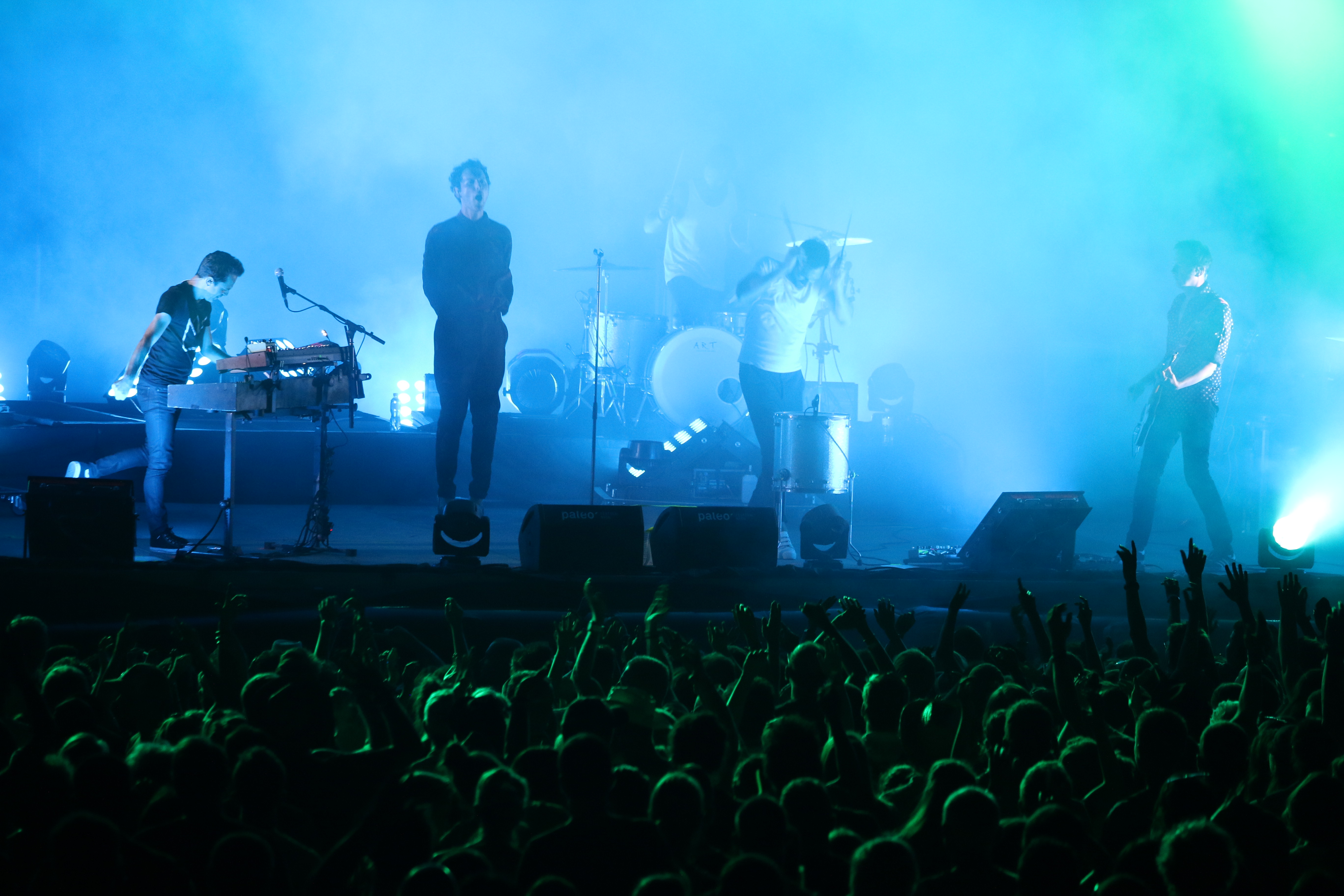
AaRON au Paléo festival en 2016.

En 2013, le groupe compose la bande originale du film Les Yeux fermés réalisé par Jessica Palud et dont Simon Buret tient le premier rôle.
Il annonce au mois d'avril 2015 l'album We Cut the Night, qui sort en septembre. Celui-ci est présenté par John Malkovich, qui participe au clip officiel du premier titre de l'album Blouson noir, et remporte comme ses prédécesseurs un franc succès dès sa sortie dans plusieurs pays : il recevra un disque d'or et la tournée mondiale comptera deux-cents concerts sur les deux années suivantes. Plusieurs chansons de l'album seront synchronisées, dont le tube Blouson noir choisi pour incarner la bande sonore mondiale du parfum L'Homme de la maison Yves Saint Laurent Beauté.
Entre 2015 et 2017, la tournée passe par quelques Zénith de Paris, puis La Cigale, L'Olympia, le Palais de Tokyo, Monaco  et enfin la Salle Pleyel.
AaRON joue le vendredi 26 novembre 2021 au Zénith de Paris les morceaux extraits de son dernier opus sorti le 18 septembre 2020, intitulé Anatomy of Light. Le groupe devait jouer au Zénith à l'automne 2020, mais s'est retrouvé dans l'impossibilité d'honorer ce concert à cause de la crise sanitaire. Le single The Flame, issu de l'album, est clippé. En décembre 2021, le duo, qui venait de finir sa tournée, dévoile le clip du morceau Minuit, nouvel extrait de leur album Anatomy of Light.
En novembre 2024, ils sortent Legendary, le premier single de leur cinquième album à paraître, qu'ils jouent sur le plateau de la Star Academy, après avoir chanté U-Turn (Lili) avec Julie.

## Membres
- Simon Buret – chant, piano, violon, harmonica (depuis 2004)
- Olivier Coursier – clavier, piano, guitare, batterie, percussion, chœur (depuis 2004)

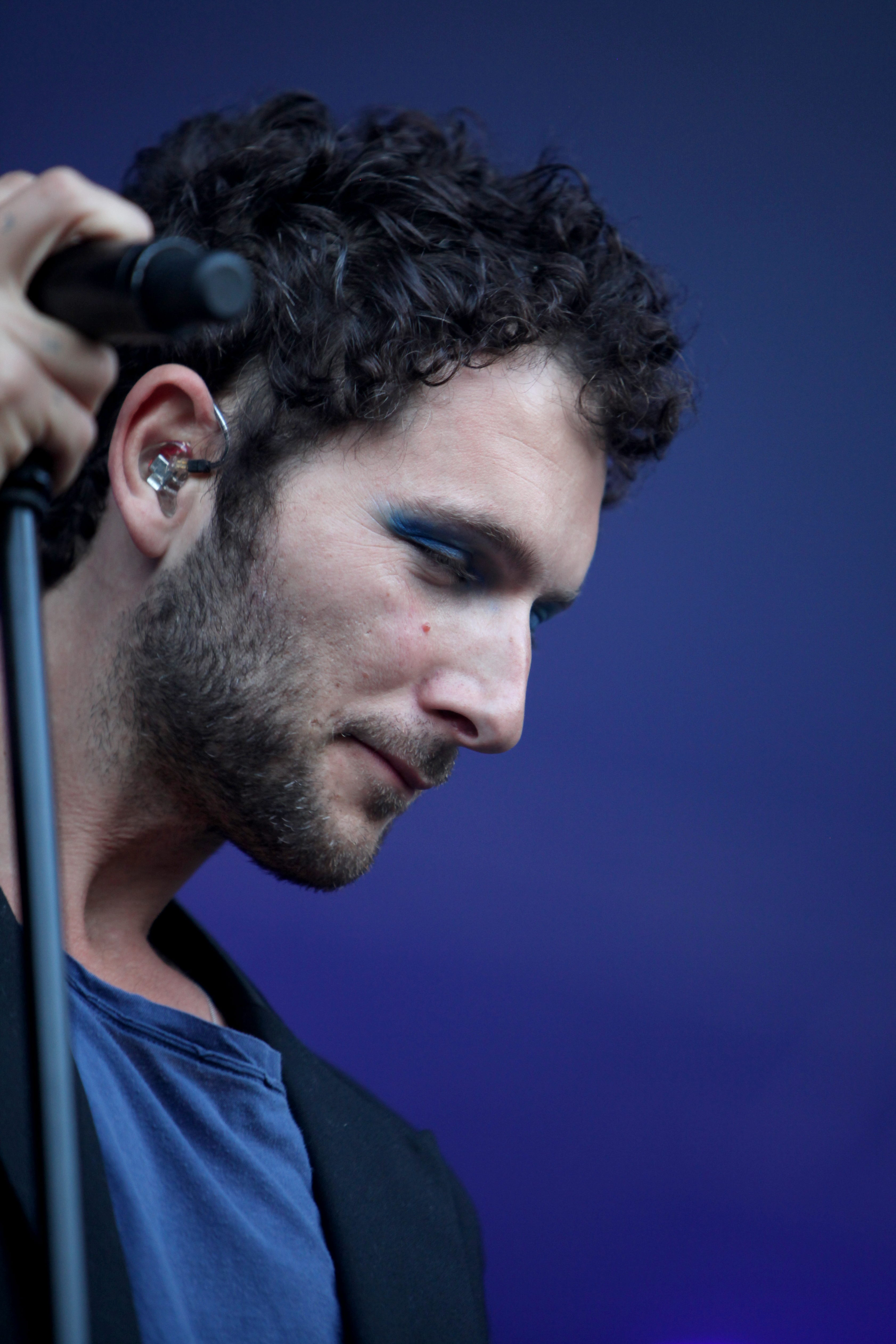
Simon Buret.
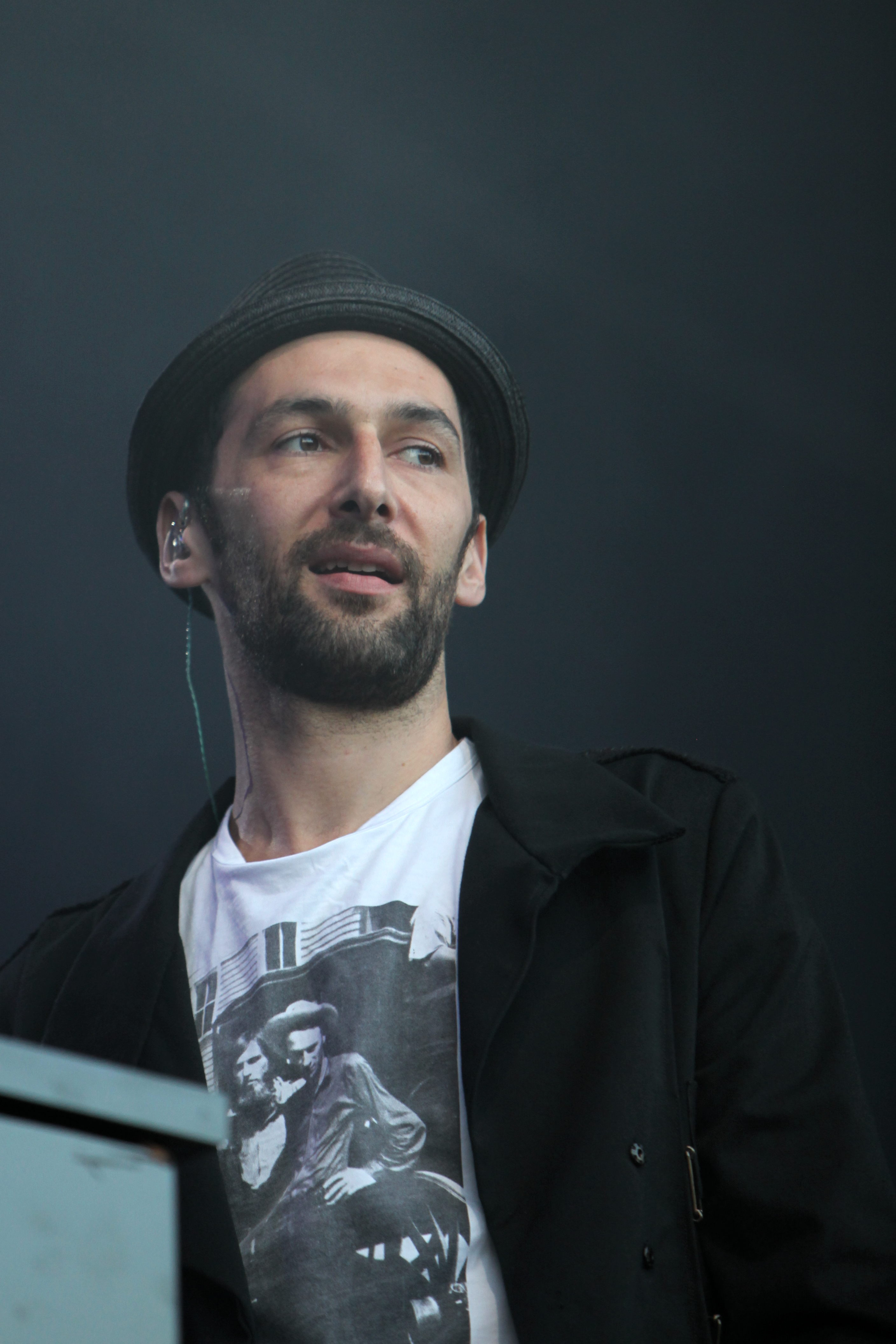
Olivier Coursier.

## Discographie

### Albums studio
- 2007 : Artificial Animals Riding on Neverland
- 2010 : Birds in the Storm
- 2015 : We Cut the Night
- 2020 : Anatomy of Light

### Albums live
- 2008 : Unplugged and Live EP (disponible en téléchargement, puis inclus en CD bonus dans la seconde réédition de l'album Artificial Animals Riding on Neverland, Cinq7/Wagram Music)
- 2011 : Waves from the Road

### Bandes originales
- 2013 : Les Yeux fermés de Jessica Palud

### Collaborations
- 2022 :  Rayon Vert extrait de l'album L'Emprise, de Mylène Farmer (25/11/2022)

### Singles et EP
- 2006 : U-Turn (Lili)
- 2007 : Le Tunnel d'or
- 2008 : Angel Dust
- 2008 : Little Love
- 2008 : Mister K
- 2010 : Rise
- 2010 : Seeds of gold
- 2011 : Arm Your Eyes
- 2011 : Tomorrow Morning
- 2015 : Blouson noir (EP)
- 2015 : Onassis
- 2016 : Maybe on the Moon
- 2020 : Odyssée (EP)
- 2022 : Rayon vert (en duo avec Mylène Farmer)[21]
- 2024 : Legendary